# (500122) 2012 CX6
(500122) 2012 CX6 es un asteroide perteneciente al cinturón de asteroides, descubierto el 13 de septiembre de 2007 por el equipo del Mount Lemmon Survey desde el Observatorio del Monte Lemmon, Arizona, Estados Unidos.

## Designación y nombre
Designado provisionalmente como 2012 CX6.

## Características orbitales
2012 CX6 está situado a una distancia media del Sol de 2,192 ua, pudiendo alejarse hasta 2,481 ua y acercarse hasta 1,903 ua. Su excentricidad es 0,131 y la inclinación orbital 4,609 grados. Emplea 1185,57 días en completar una órbita alrededor del Sol.

## Características físicas
La magnitud absoluta de 2012 CX6 es 18,6.